# アンヘル・コレーラ

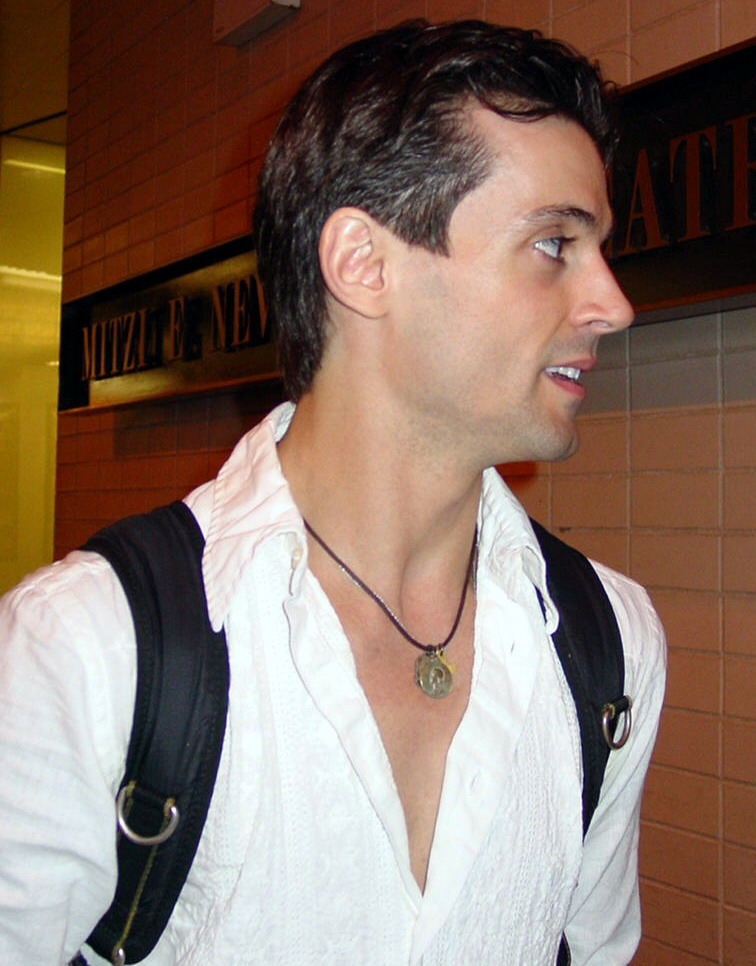
アンヘル・コレーラ

アンヘル・コレーラ・ロペス（Ángel Corella López、1975年11月8日 - ）は、スペイン・マドリード出身のバレエダンサー。

## プロフィール
早くからスペイン国内で数々の賞を受賞。アメリカン・バレエ・シアター（以下ABT）の芸術監督を務めていたナタリア・マカロワに才能を見いだされ、彼女にABTのオーディションを受けるよう勧められた。1995年4月にソリストとして入団。早くも翌年にプリンシパルとなった。
2003年、スペイン国民賞受賞。ゲストとして、ロイヤル・バレエ団、ラ・スカラ・バレエ団、ニューヨーク・シティ・バレエ団、東京バレエ団などの公演に参加。バレエ・フェスティバルへの参加も数多い。『アンヘル・コレーラとアメリカン・バレエのスターたち』という自身のグループを率いてスペインをツアーした。
近年は、イギリス女王エリザベス2世やアメリカ大統領の前でも踊った。古典バレエ作品のほとんどを踊っており、そのテクニック・音楽性・役柄を自ら消化しものにする感性の持ち主である。
2012年にABTを退団。2014年よりペンシルベニア・バレエの芸術監督に就任。

## レパートリー
- 『白鳥の湖』（ジークフリート役）
- 『マノン』（ド・グリュー役）
- 『ロミオとジュリエット』（ロミオ役）
- 『ジゼル』（アルブレヒト役）
- 『オネーギン』（レンスキー役）
- 『シンデレラ』（王子役）
- 『ドン・キホーテ』（バジリオ役）